# عرض وطلب

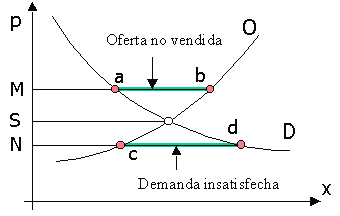

في نظرية الاقتصاديات الصغرى، تم تطوير توازن الجزئي للنموذج الاقتصادي  العرض والطلب  أصلا من قبل ألفرد مارشال وهو نموذج يحاول وصف، وتوضيح وتوقع تغير سعر وكمية السلع المبيعة في الأسواق التنافسية. إن النموذج يقوم فقط أولا بتقريب وصف السوق التنافسية بشكل غير كامل.
يضم هذا النموذج الكثير من النظريات المستعملة من قبل بعض الاقتصاديين قبل مارشال ويشكل أحد أكثر النماذج الأساسية أهمية في بعض المدارس الاقتصادية الحديثة، فهو كثير الاستعمال في بناء أساس تشكيلة واسعة من النماذج والنظريات اقتصادية أكثر تفصيلا. إن نظرية العرض والطلب مهمة لفهم الكثير من المدارس الاقتصادية لآلية اقتصاد سوق وتفسير الآلية التي يتم بها تخصيص المصادر واتخاذ القرارات.
إن نظرية العرض والطلب تفترض عادة بأن الأسواق تنافسية جدا. وهذا يشير ضمنا إلى أن هناك العديد من المشترين والباعة في السوق ولا أحد منهم لهم القدرة للتأثير على سعر البضائع.
في العديد من صفقات الحياة الحقيقية، تفشل الفرضية لأن بعض المشترين أو الباعة الفرديين أو مجموعات المشترين أو الباعة لهم بما فيه الكفاية القدرة على التأثير على الأسعار. غالبا ما يستخدم تحليل متطور لفهم معادلة العرض-طلب للبضاعة. على أية حال، تعمل النظرية بشكل جيد في الحالات البسيطة غير المعقدة.
الاقتصاد السائد لا يفترض بداهة بأن الأسواق مفضلة على الأشكال الأخرى من التنظيمات الاجتماعية. في الحقيقة، يكرس الكثير من التحليل إلى الحالات التي تدعى ب فشل الأسواق التي تؤدي إلى تخصيص مصادر أقل من المثالية ضمن بعض المعايير. في مثل هذه الحالات، يعمد الاقتصاديون إلى إيجاد سياسات لتجنب الهدر؛ مباشرة عن طريق الرقابة الحكومية، أو بشكل غير مباشر عن طريق حث زبائن السوق على التصرف وفق أسلوب متسق مع الرفاهية المثالية، أو بخلق أسواق ضائعة لتمكين إيجاد تجارة كفوءة جديدة لم تكن موجودة سابقا. هذا يدرس بالتفصيل في حقل الأعمال الجماعية.

## الطلب
الطلب هو الرغبة الأكيدة في الشراء التي تدعمها، وتعززها قدرة شرائية للحصول على كمية معينة من سلعة ما، عند سعر محدد، على أن يتم ذلك خلال مدة زمنية معينة.
على سبيل المثال، قد يكون مستهلك راغبا بشراء 2 كيلو بطاطا إذا كان السعر 0.75$ لكل كيلو. بنفس الوقت نفس المستهلك قد يكون راغبا لشراء كيلو 1 فقط. إذا كان السعر 1.00$ لكل كيلو.
يمكن تشكيل جداول الطلب التي تظهر الكمية المطلوبة من البضاعة عند كل سعر معطى لهذه البضاعة ويمكن تمثيل الطلب بمخطط أو منحنى كما يمكن تحديده من خلال معادلة الطلب.

## العرض
هو عبارة عن الكميات المنتجة من سلعة ما، التي يعرضها المنتجون في السوق بهدف البيع أو الشراء عند سعر معين وخلال فترة مدة معينة. على سبيل المثال، قد يكون الفلاحون راغبين ببيع مليون كيلو من البطاطا إذا كان سعر الكيلو 0.75$، فإذا كان الراغبون بالشراء عند سعر 0.75$ أكثر من الراغبين في البيع فإن البضاعة المعروضة بالسعر الحالي والذي افترضنا أنه 0.75$ سوف تنفذ ويبدأ السعر بالارتفاع وذلك لغلبة الطلب على العرض، والعكس صحيح فعند غلبة العرض على الطلب فإن السعر سوف يهبط.
المقررون الرئيسيون للعرض هم سعر السوق الحالي وكلفة تقديمها وآلية إيصالها والكثير من العوامل الأخرى.